# Narodowa Galeria Islandii
Narodowa Galeria Islandii (isl. Listasafn Íslands) – muzeum sztuki w Reykjavíku, gromadzące kolekcję sztuki artystów islandzkich. Położona jest w śródmieściu stolicy Islandii, nad stawem Tjörnin.
Galeria została założona w październiku 1884 roku w Kopenhadze. Pierwotna kolekcja powstała dzięki darom, głównie duńskich artystów. Galeria była niezależna instytucją do 1916 roku, kiedy stała się oddziałem Narodowego Muzeum Islandii. Kolekcja Narodowej Galerii Islandii była wystawiana w budynku parlamentu w latach 1885-1950. Później przeniesiona została do budynku Narodowego Muzeum Islandii przy Suðurgata. W 1961 roku galerii stałą sięna powrót niezależną instytucją kultury. W 1987 roku przeniosła się do obecnego budynku, wcześniej pełniącego funkcję lodowni. Budynek pochodzi z 1916 roku, a zaprojektowany został przez Guðjóna Samúelssona.